# Stare Selo (Sarny)
Stare Selo (ukrainisch Старе Село; russisch Старое Село Staroje Selo, polnisch Stare Sioło) ist ein Dorf in der Westukraine mit etwa 2800 Einwohnern. Es liegt etwa 39 Kilometer nördlich der ehemaligen Rajonshauptstadt Rokytne und 127 Kilometer nördlich der Oblasthauptstadt Riwne inmitten der Prypjatsümpfe nahe der Grenze zu Belarus.

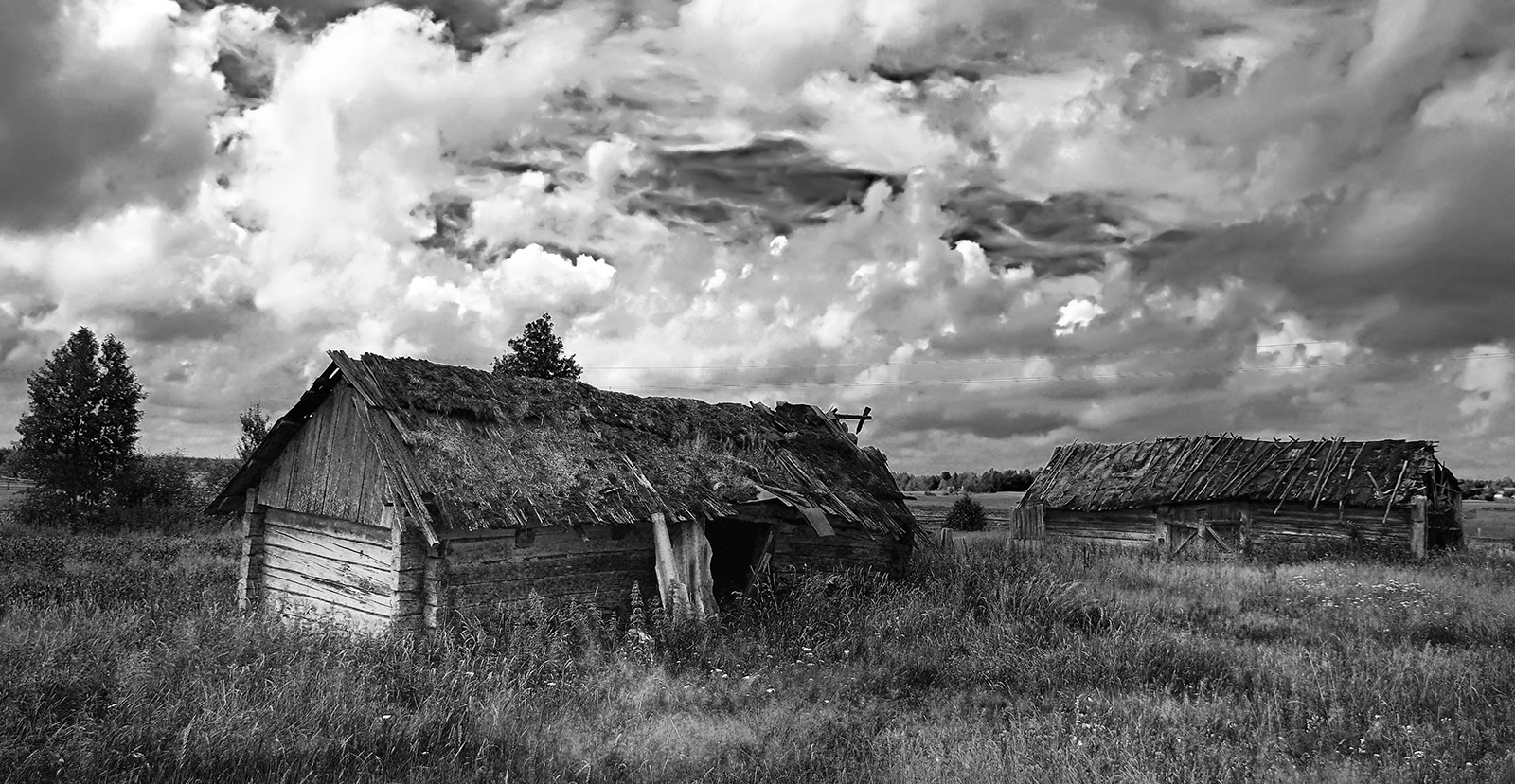
Impression aus dem Ortsgebiet

## Geschichte
Die Ortschaft wurde 1750 zum ersten Mal schriftlich erwähnt und gehörte bis 1793 in der Woiwodschaft Wolhynien zur Adelsrepublik Polen-Litauen. Mit den Teilungen Polens fiel der Ort an das spätere Russische Reich und lag bis zum Ende des Ersten Weltkriegs im Gouvernement Wolhynien.
Nach dem Ersten Weltkrieg kam der Ort zunächst zur Westukrainischen Volksrepublik und dann zu Polen (in die Woiwodschaft Polesien, Powiat Stolin, Gmina Berezów). Im Zweiten Weltkrieg wurde er zwischen 1939 und 1941 von der Sowjetunion besetzt. Nach dem Überfall auf die Sowjetunion im Juni 1941 wurde er bis 1944 von Deutschland besetzt, dies gliederte den Ort in das Reichskommissariat Ukraine in den Generalbezirk Brest-Litowsk/Wolhynien-Podolien, Kreisgebiet Stolin.
Nach dem Krieg wurde der Ort der Sowjetunion zugeschlagen. Dort kam das Dorf zur Ukrainischen SSR und seit 1991 ist sie ein Teil der unabhängigen Ukraine.

## Verwaltungsgliederung
Am 17. April 2018 wurde das Dorf zum Zentrum der neugegründeten Landgemeinde Stare Selo (Старосільська сільська громада/Starosilska silska hromada). Zu dieser zählen auch die 3 in der untenstehenden Tabelle aufgelistetenen Dörfer, bis dahin bildete es zusammen mit dem Dorf Drosdyn die gleichnamige Landratsgemeinde Stare Selo (Старосільська сільська рада/Starosilska silska rada) im Nordwesten des Rajons Rokytne.
Am 17. Juli 2020 wurde der Ort Teil des Rajons Sarny.
Folgende Orte sind neben dem Hauptort Stare Selo Teil der Gemeinde:
| Name                     | Name       | Name                        | Name          | Name |
| ukrainisch transkribiert | ukrainisch | russisch                    | polnisch      |      |
| ------------------------ | ---------- | --------------------------- | ------------- | ---- |
| Drosdyn                  | Дроздинь   | Дроздынь                    | Drozdyń       |      |
| Perechodytschi           | Переходичі | Переходичи (Perechoditschi) | Perechodzicze |      |
| Weschyzja                | Вежиця     | Вежица (Weschiza)           | Wieżyce       |      |